# 廣州公車觀光2路
广州公交觀光2路，规划名为“珠江新城环线项目”，是中華人民共和國广东省广州市已停办的一条旅游观光巴士线路，亦为广州市首条以广州城市中轴线及珠江新城观光为主要职能的巴士线路，由广州巴士集团电车分公司營辦，往来于花城广场兩側，大致在珠江新城內部行走。

## 历史
2017年12月22日，觀光2路正式开通。该线路途经廣東省博物館、广州图书馆、广州大剧院等标志性建筑，使用双层电动巴士运营，车辆配置全景式玻璃天窗和USB充电接口，为乘客带来更好的观光体验。2018年11月17日起改用新款车辆运营。
观光2路自2022年1月23日起微调走向，不再绕行马场路的花城大道以南和临江大道的海心沙公园以西路段，改为行经华穗路、黄埔大道西等路段。2024年8月10日起，线路停运。